# Gare de Wingen-sur-Moder
Gare de Wingen-sur-Moder vasútállomás Franciaországban, Wingen-sur-Moder településen.

## Vasútvonalak
Az állomást az alábbi vasútvonalak érintik:
- Mommenheim-Sarreguemines-vasútvonal

## Kapcsolódó állomások
A vasútállomáshoz az alábbi állomások vannak a legközelebb:
- Gare de Tieffenbach-Struth
- Gare d’Ingwiller